# Bolbotrypes davidis
Bolbotrypes davidis es una especie de coleóptero de la familia Geotrupidae.

## Distribución geográfica
Habita en Manchuria, China.